# Boxing (datorspel)
Boxing är ett boxningsspel till Atari VCS-spel. Spelet designades av Bob Whitehead.

## Handling
Två boxare gör upp i ringen. Då man kommer nära sin motståndare kan man slå till sin motståndare (genom att aktivera skottknappen på handkontrollen).
Spelet blev även tillgängligt via Microsofs Game Room till Xbox 360 och till Windows-baserade PC-datorer den 1 september 2010.

### Fotnoter
1. ↑  ”Boxing” (på engelska). Gamefaqs. Arkiverad från originalet den 4 maj 2014. https://web.archive.org/web/20140504140910/http://www.gamefaqs.com/atari2600/584596-boxing/data. Läst 4 maj 2014.